# Museum of Modern Electronic Music

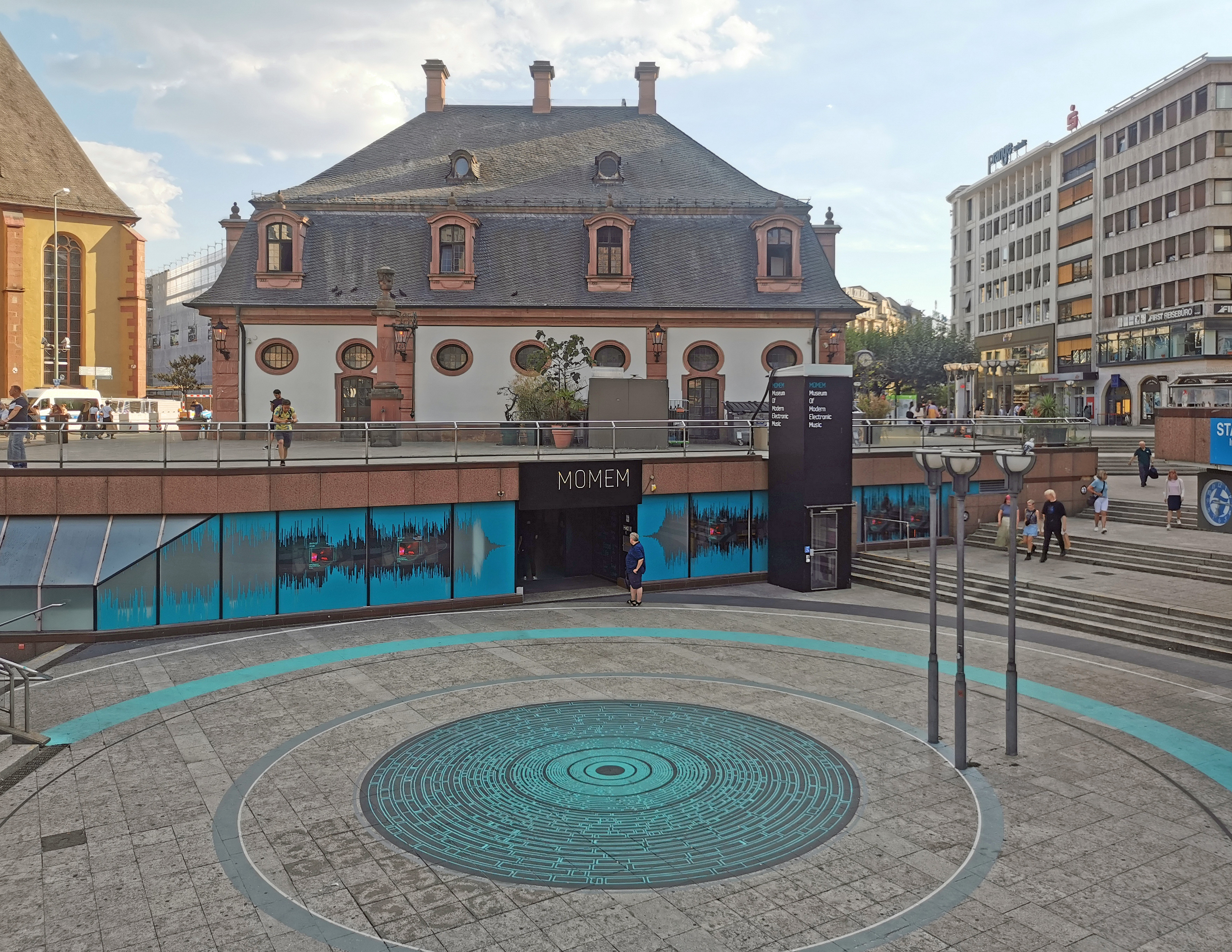
Extérieur du musée

Museum of Modern Electronic Music (MOMEM) est un musée de Francfort, quartier de Hauptwache Plaza, consacré à la musique électronique. 

## Historique
Annoncé depuis 2015,, il ouvre d'abord en avril 2018, installé pour quelques années dans un lieu éphémère. Talla 2XLC (de) est à l'initiative de ce projet. Alex Azary en est le directeur. Finalement, il est annoncé dans sa version définitive pour octobre 2021 puis, à la suite de problèmes de financement, avril 2022.